# Fotonica
La fotonica è una branca dell'ottica che studia il modo di controllare la propagazione dei singoli fotoni, che compongono la luce. È una disciplina strettamente collegata all'ottica quantistica che studia il trasporto dei fotoni con modelli quali l'equazione di Boltzmann e la gerarchia BBGKY. In effetti non esiste una linea di demarcazione netta fra fotonica, ottica quantistica e microfotonica.
La fotonica così com'è conosciuta oggi nasce nel 1960 con l'invenzione dei laser e, negli ultimi anni, ha conosciuto un notevole sviluppo dovuto alla scoperta dei cristalli fotonici.

## Pubblicazioni periodiche (in inglese)
- Photonics Spectra
- Laser Focus World
- Computer fotonico